# Росс-Порт

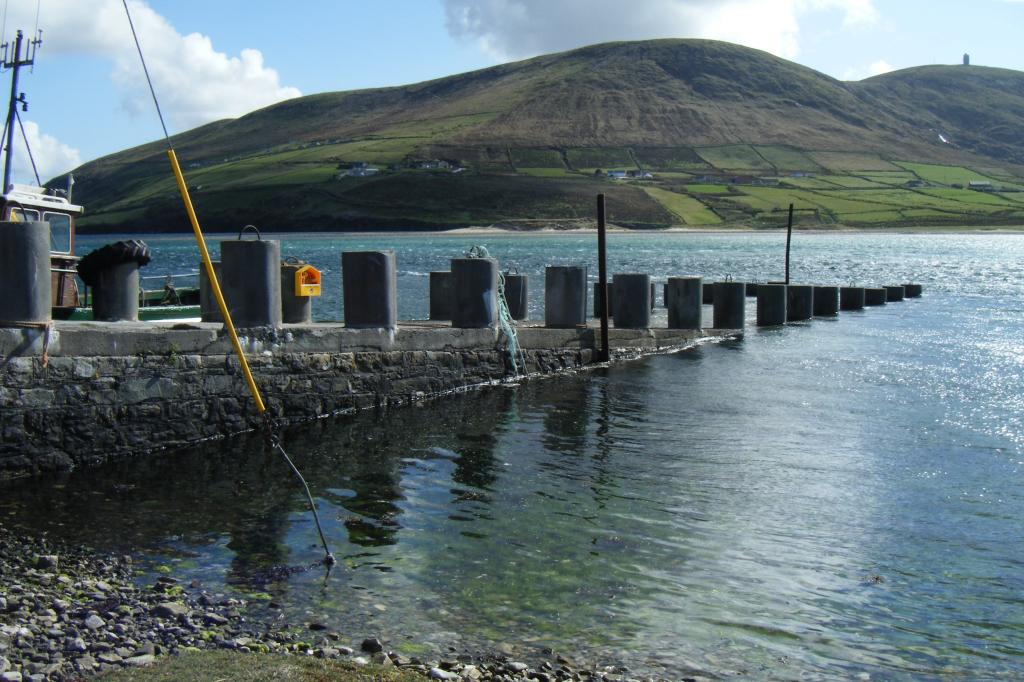
Пирс в Росс-Порте

Росс-Порт (англ. Rossport; ирл. Ros Dumhach) — деревня в Ирландии, находится в графстве Мейо (провинция Коннахт), расположенный в устье залива Бродхэвен.